# Ceratina emigrata
Ceratina emigrata là một loài Hymenoptera trong họ Apidae. Loài này được Cockerell mô tả khoa học năm 1924.